# Fédération ivoirienne de rugby à XV
La Fédération ivoirienne de rugby à XV, officiellement la Fédération ivoirienne de rugby, est l'instance qui régit l'organisation du rugby à XV et du rugby à sept en Côte d'Ivoire.

## Historique
La Fédération ivoirienne de rugby à XV est fondée en 1961,. Elle intègre en 1978 la Fédération internationale de rugby amateur jusqu'en 1999, date à laquelle cette dernière réduit son périmètre d'action au continent européen.
En janvier 1986 à Tunis, elle est l'une des huit fédérations nationales à l'initiative de la création de la Confédération africaine de rugby, organisme régissant le rugby sur le continent africain,.
Elle devient en mars 1988 membre de l'International Rugby Board, organisme international du rugby,.
Elle est également membre du Comité national olympique de Côte d'Ivoire.
La gestion financière par la fédération, jugée « opaque et défaillante », conduit à la suspension du championnat national. Les autorités internationales de World Rugby suspendent alors les subventions envers les instances ivoiriennes.
En 2020, la Fédération lance son projet d'académie de rugby, inspirée du Centre national du rugby de la Fédération française.

## Identité visuelle

Évolution du logo
Ancien logo.
Ancien logo.
Ancien logo abandonné en 2019.
Logo de 2019 à 2021.
Logo réinstauré en 2021.

## Présidents
Parmi les personnes se succédant au poste de président de la fédération, on retrouve :
- depuis 2015 : Elvis Tano[11]